# Ryu Jun-yeol
Ryu Jun-yeol (류준열) (ur. 25 września 1986) – południowokoreański aktor.

## Filmografia

### Filmy
| Rok  | Tytuł                                   | Rola             |
| ---- | --------------------------------------- | ---------------- |
| 2012 | Nowhere                                 |                  |
| 2013 | INGtoogi: The Battle of Internet Trolls | Gym man          |
| 2014 | Midnight Sun                            | Yong-hoon        |
| 2014 | One-minded                              |                  |
| 2014 | People In a Hurry                       | Jae-hyun         |
| 2014 | Economic Love                           | Ji-hoon          |
| 2014 | Son Na-rae Rescue Operation             | Hyun-woo         |
| 2015 | Socialphobia                            | Yang-ge          |
| 2015 | Draw                                    | Sang-hoon        |
| 2016 | SORI: Voice from the Heart              | Seedless Berries |
| 2016 | No Tomorrow                             | Ji-hoon          |
| 2016 | One Way Trip                            | Ji-gong          |

### Telewizja
| Rok  | Tytuł      | Rola          |
| ---- | ---------- | ------------- |
| 2015 | Producent  | Joo Jong-hyun |
| 2015 | Reply 1988 | Kim Jung-hwan |